# リポン
リポン（英: Ripon）は、イングランドのノース・ヨークシャーにある都市。行政上はバラ・オブ・ハロゲイトに属している。リポンは小さなシティで、人口は1万6589人（2021年）である。ハロゲートの北19kmに位置している。世界遺産に登録されているスタッドリー王立公園に近く、リポン大聖堂などもあるため、観光都市となっている。
1300年以上、シティとしての歴史を誇っている。かつては'Inhrypum'として知られ、アングル人の王国であるノーサンブリアの時代に聖ウィルフリドによって創設された。ヴァイキングと、その後のケルト人のウェセックス家支配を経て、ノルマン人が支配し、多くの都市を破壊した。短期間、プランタジネット朝による建築計画が行われた後、羊毛、布類の産業が発展した。
2019年現在、伝統的な夜警を通年維持している数少ない都市のひとつである。

## 姉妹都市
- - フォワ, フランス